# Kató Ács
Kató Ács, cu pseudonimul literar Márta Körmendi, (n. 9 septembrie 1917, Budapesta – d. 7 decembrie 1989, Budapesta), a fost o scriitoare, jurnalistă  și activistă comunistă maghiară.